# Ordinariato d'Austria per i fedeli di rito orientale
L'ordinariato d'Austria per i fedeli di rito orientale (in latino Ordinariatus Austriae) è una sede della Chiesa cattolica in Austria immediatamente soggetta alla Santa Sede. Nel 2023 contava 10.100 battezzati. È retto dal cardinale Christoph Schönborn, O.P.

## Territorio
L'ordinariato ha giurisdizione su tutti i fedeli cattolici di rito orientale che abitano in Austria.
Sede dell'ordinario è la città di Vienna, dove si trova la cattedrale di Santa Barbara.
Comprende una parrocchia.

## Storia
L'ordinariato è stato eretto il 13 giugno 1956 e, in origine, comprendeva i soli fedeli di rito bizantino.
Il 26 luglio 2018 la Congregazione per le Chiese orientali, con il decreto Pastoralis cura, ha esteso la sua giurisdizione su tutti i fedeli di rito orientale residenti in Austria, con decorrenza dal 1º ottobre seguente.

## Cronotassi degli ordinari
Si omettono i periodi di sede vacante non superiori ai 2 anni o non storicamente accertati.
- Franz König † (13 giugno 1956 - 16 settembre 1985 ritirato)
- Hans Hermann Groër, O.S.B. † (21 febbraio 1987 - 14 settembre 1995 ritirato)
- Christoph Schönborn, O.P., dal 6 novembre 1995

## Statistiche
L'ordinariato nel 2023 contava 10.100 battezzati.
| anno | popolazione | popolazione | popolazione | presbiteri | presbiteri | presbiteri | presbiteri                | diaconi | religiosi | religiosi | parrocchie |
| anno | battezzati  | totale      | %           | numero     | secolari   | regolari   | battezzati per presbitero | diaconi | uomini    | donne     | parrocchie |
| ---- | ----------- | ----------- | ----------- | ---------- | ---------- | ---------- | ------------------------- | ------- | --------- | --------- | ---------- |
| 1969 | 4.180       | 4.396       | 95,1        | 8          | 6          | 2          | 522                       |         | 2         |           | 1          |
| 1980 | 3.500       | ?           | ?           | 2          | 2          |            | 1.750                     | 1       |           | 1         | 7          |
| 1990 | 4.000       | ?           | ?           | 2          | 2          |            | 2.000                     |         |           | 1         | 9          |
| 1999 | 5.000       | ?           | ?           | 5          | 5          |            | 1.000                     | 1       |           | 1         | 9          |
| 2000 | 5.000       | ?           | ?           | 5          | 5          |            | 1.000                     | 1       |           | 1         | 9          |
| 2001 | 5.000       | ?           | ?           | 6          | 6          |            | 833                       |         |           | 1         | 9          |
| 2002 | 8.000       | ?           | ?           | 12         | 12         |            | 666                       |         |           |           | 9          |
| 2003 | 8.000       | ?           | ?           | 12         | 12         |            | 666                       |         |           |           | 9          |
| 2004 | 8.000       | ?           | ?           | 12         | 12         |            | 666                       |         | 3         |           | 9          |
| 2009 | 10.000      | ?           | ?           | 23         | 23         |            | 434                       |         |           |           | 9          |
| 2013 | 12.000      | ?           | ?           | 24         | 23         | 1          | 500                       |         |           |           | 9          |
| 2016 | 10.000      | ?           | ?           | 22         | 21         | 1          | 454                       | 1       | 2         |           | 1          |
| 2019 | 10.000      | ?           | ?           | 26         | 26         |            | 384                       |         |           |           | 1          |
| 2021 | 10.060      | ?           | ?           | 41         | 41         |            | 245                       | 1       | 2         |           | 1          |
| 2023 | 10.100      | ?           | ?           | 83         | 45         | 38         | 121                       | 1       | 40        |           | 1          |